# Bojanovice (ort i Tjeckien, Mellersta Böhmen)
Bojanovice är en ort i Tjeckien.   Den ligger i regionen Mellersta Böhmen, i den centrala delen av landet, 26 km söder om huvudstaden Prag. Bojanovice ligger 362 meter över havet och antalet invånare är 377.
Terrängen runt Bojanovice är platt åt sydväst, men åt nordost är den kuperad. Runt Bojanovice är det ganska tätbefolkat, med 90 invånare per kvadratkilometer. Närmaste större samhälle är Modřany, 17,9 km norr om Bojanovice. I omgivningarna runt Bojanovice växer i huvudsak blandskog.